# لایوش نادی
لایوش نادی (مجاری: Lajos Nagy؛ زادهٔ ۱۷ دسامبر ۱۹۷۵) ورزشکار اهل مجارستان است.